# Bigeumdo

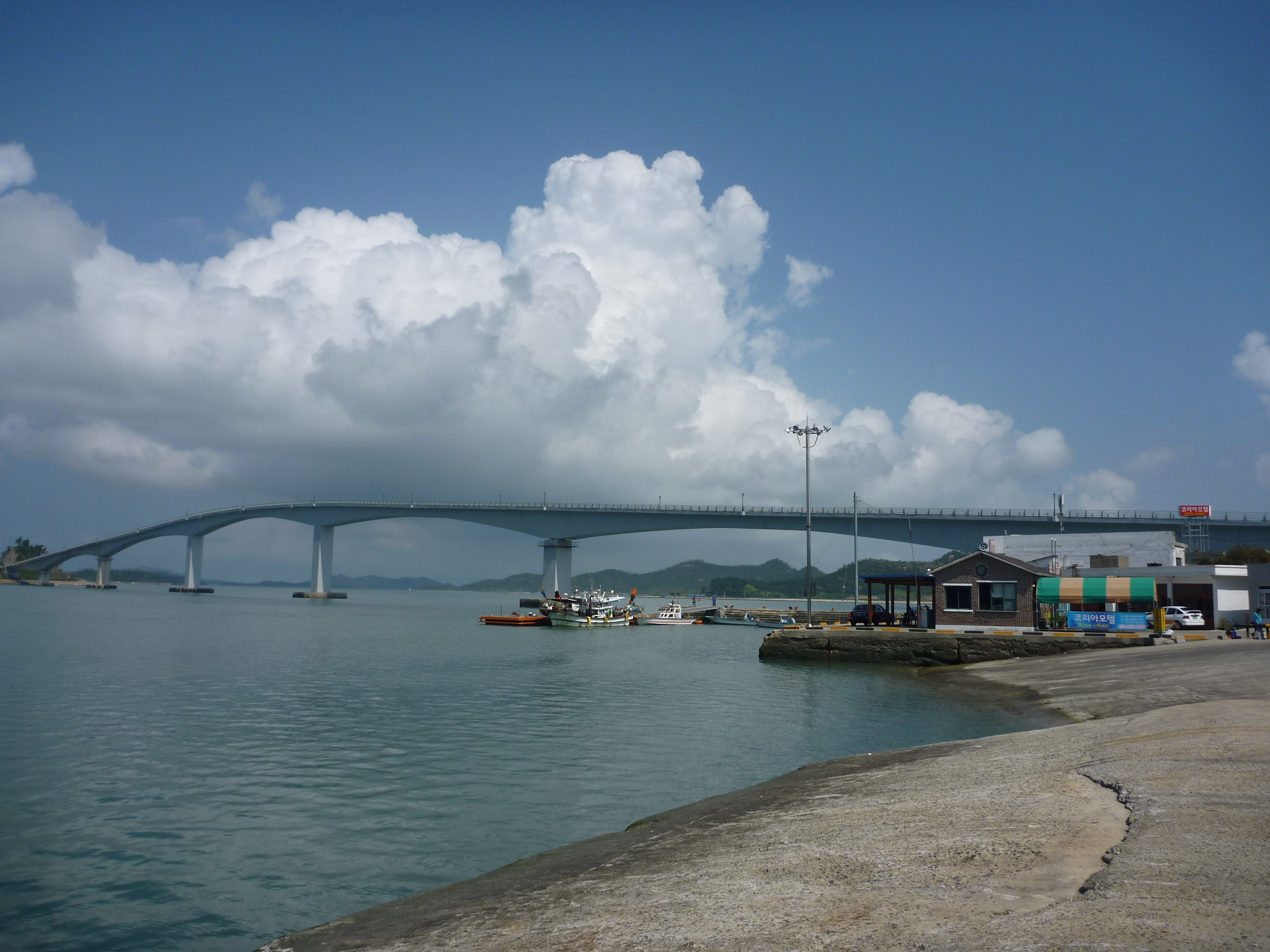
Seonammun Brücke zwischen Bigeumdo (비금도) und Dochodo (도초도)

Bigeumdo (koreanisch 비금도) ist eine Insel im Landkreis Sinan-gun (신안군) der Provinz Jeollanam-do (전라남도) im Südwesten von Südkorea.

## Geographie
Die Insel befindet sich rund 36 km westlich von Mokpo (목포시) und rund 86 km südwestlich von Gwangju (광주) und zählt zu den 827 Inseln, die vor der Südwestküste Südkoreas liegen. Sie ist die siebtgrößte Insel der Inselgruppe. Südlich von Bigeumdo befindet sich die durch eine rund 510 m breite Meerenge getrennte, aber durch eine Brücke verbundene Insel Dochodo (도초도) und von Nordosten nach Südosten gelistet liegen die angrenzenden größeren Inseln, Jaeundo (자은도), Amtaedo (암태도), Palgeumdo (팔금도) und Anjwado (안좌도), alle zwischen 6 km und 7,5 km entfernt. Die L-förmige Insel, die eine Länge von rund 12,4 km und eine maximale Breite von rund 7,3 km aufweist, erhebt sich mit dem Berg Seosan (서산), der sich im westlichen Teil der Insel befindet, auf bis zu 255 m aus dem Meer empor.
Zu erreichen ist die Insel mit der Fähre von Mokpo aus, die am einzigen Fähranleger von Bigeumdo, der sich am äußersten südöstlichen Zipfel der Insel befindet, anlegt. Von dort aus führt die Landstraße 805 entlang der Salinen der Insel zur Südwestseite, von wo aus die Seonammun Brücke (서남문대교) die Straßenverbindung zur Nachbarinsel Dochodo herstellt.

## Verwaltungsstruktur
Die Insel ist verwaltungstechnisch zusammen mit drei kleineren östlich gelegenen Inseln in der Landgemeinde Bigeum-myeon (비금면) organisiert, die zusammen mit den Landgemeinden der anderen Inseln der Region von dem Landkreis Sinan-gun, der zur Provinz Jeollanam-do gehört, verwaltet wird.

## Geschichte
Die Salzgewinnung durch das Verdunstung von Meerwasser unter Einwirkung von Sonne und Wind, wurde auf der Insel Bigeumdo erstmals im Jahr 1946 praktiziert, als der Salzbauer Park Sam-man (박삼만), der während der Annexion Koreas durch Japan von den japanischen Besatzern zur Arbeit in den Salinen der Provinz Pyeongannam-do (평안남도) (heute Nordkorea) zwangsrekrutiert wurde, nach der Befreiung Koreas 1945 zurück auf seine Heimatinsel kam, um dort mit der Salzgewinnung zu beginnen. Seit dieser Zeit ist die Meersalzgewinnung ein wesentlicher Bestandteil des Lebens auf der Insel.

## Wirtschaft
Die Inselbewohner leben bevorzugt von der Landwirtschaft, die auf der Nordseite der Insel und zwischen den Bergen auf der Südwestseite betrieben wird, und von der Meersalzgewinnung in den Salinen auf der Südseite der Insel. Fischerei wird lediglich für den Eigenbedarf betrieben. Vier Wasserreservoirs, drei in den Bergen des westlichen Teils der Insel und einer in den Bergen im Ostteil der Insel decken die Trinkwasser- und Nutzwasserversorgung der Insel ab.

## Dadohaehaesang-Nationalpark
Die vom Wattenmeer umgebene Insel Bigeumdo liegt inmitten des Dadohaehaesang-Nationalparks (다도해해상국립공원), der unter anderem das gesamte Wattenmeer an der Südwestküste von Südkorea umfasst. Auch zählt die Insel zu dem von der UNESCO anerkannten Biosphärenreservat, Shinan Dadohae (신안 다도해), das Teile des Landkreises Sinan-gun umfasst.

## Tourismus
Die Insel Bigeumdo besitzt zwei Strände die unter Touristen beliebt sind, der Wonpyeong (원평), der sich im Norden der Insel auf eine Länge von 4,3 km und einer Breite von 60 m, bei Ebbe auf rund 150 m Breite erstreckt und der Hanuneom (하눈엄), der sich im Südwesten der Insel befindet und Drehort für das koreanische TV-Drama „Frühlingswalzer“ war. Am Strand von Wonpyeong befinden sich einige Windräder zur Stromerzeugung für Teile der Insel und am westlichen Teil der Bucht ein kleiner geschützter Hafen für die Fischerbotte der lokalen Fischer.